# Balla coi lupi nella stalla
Balla coi lupi nella stalla è l'ottavo album in studio del gruppo musicale italiano di musica elettronica Pop X, pubblicato il 18 ottobre 2024 da Bomba Dischi.

## Tracce
1. China – 2:41
2. Balla – 3:48
3. Ape Maia – 3:10
4. Fuma – 3:05
5. Fentanyl – 2:58
6. Pervertido – 3:35
7. Cazada – 4:35
8. Goccia – 4:22
9. Fichi secchi – 3:13
10. Classenotte – 3:02
11. Lady Oscar – 3:06
12. Mattina nera – 3:27
13. Youcandance – 3:58

## Formazione
Gruppo
- Davide Panizza – voce, programmazione
- Walter Biondani – chitarra

Produzione
- Andrea Suriani – missaggio, mastering